# Dormitator
Dormitator là một chi cá bống trong họ Cá bống đen.

## Các loài
Hiện hành, trong chi này ghi nhận có các loài sau:
- Dormitator cubanus Ginsburg, 1953
- Dormitator latifrons (J. Richardson, 1844) (Pacific fat sleeper)
- Dormitator lebretonis (Steindachner, 1870)
- Dormitator lophocephalus Hoedeman, 1951
- Dormitator maculatus (Bloch, 1792) (Fat sleeper)
- Dormitator pleurops (Boulenger, 1909)